# سویتلودارسک
سویتلودارسک (به روسی: Світлодарськ) شهری در استان دونتسک در کشور اوکراین است. جمعیت این شهر ۱۱,۲۸۱ نفر (۲۰۲۱ تخمینی) است.